# Ofelia Trimboli
Ofelia Trimboli de Estévez (4 de abril de 1926 - 10 de septiembre de 2017) fue una médica argentina. Con sus investigaciones sobre el comportamiento de los tumores sólidos humanos y la reacción de estos a diversos agentes químicos inauguró los estudios oncológicos en el mundo latino. Su obra “Quimioterapia Antiblástica” es reconocida como el primer libro del mundo en lengua latina referido a la oncología clínica (por el que recibió en 1958 el premio Asociación Argentina del Cáncer.). Es el responsable directo de la iniciación de la enseñanza de la Oncología Clínica como disciplina de postgrado en Argentina, trabajó en Buenos Aires – Argentina, y en París - Francia, dónde se conserva un ejemplar de su libro en la vitrina de los libros históricos de la medicina del Instituto Gustave-Roussy (IGR) de Paris.

## Historia
En 1951 se recibió de Médico en la Universidad de Buenos Aires junto con Roberto Aquiles Estévez, con quien se casó en 1952.
Comenzó los primeros trabajos experimentales en San Rafael, Mendoza, en un pequeño laboratorio doméstico, probando potenciales drogas antitumorales en cultivos de tejidos y se interesó en nuevas drogas que se desarrollaron luego de la Segunda Guerra Mundial, que tenían la capacidad de destruir células malignas y reducir los tumores. Efectuó contactos con investigadores de Francia, Rusia, Alemania y Estados Unidos y realizó los primeros trabajos científicos sobre la quimioterapia del cáncer.
En 1958 publicó el libro “Quimioterapia antiblástica” junto con su esposo Roberto Aquiles Estévez.
En 1962 regresó a Buenos Aires y continuó sus investigaciones en el Hospital Rivadavia, hasta que se reunió con su esposo, Roberto Aquiles Estévez en el recientemente organizado Departamento de Oncología Médica en el Hospital Militar Central, el primero de su tipo en América fuera de los Estados Unidos, en el que contribuyó a la formación de generaciones de especialistas. Dos años después participó de la fundación de la Sociedad Argentina de Quimioterapia Antineoplásica (27 de noviembre de 1967) que hoy reúne, con el nombre de Asociación Argentina de Oncología Clínica, a los más de 500 especialistas de Argentina.
En 1968 se radicó en París donde trabajó con el prestigioso Jérôme Lejeune, sobre las hipótesis de la relación de la genética y el origen del cáncer. Hipótesis cuyo desarrollo le valió en 1984 el premio Nobel de Medicina a su connacional César Milstein.
En 1969 publicó el libro “Quimioterapia antineoplasica sobre bases citocinéticas: quimioterapia dinámica, em conjunto com Roberto Aquiles Estévez, y Reinaldo D. Chacon En 1972 participó de la creación de la carrera de especialistas en Oncología Clínica en la Universidad del Salvador. En 1981 participó de la fundación del Instituto Dr. Estévez, establecimiento privado de investigación, docencia y tratamiento del cáncer y fue Vicepresidente de la Fundación Dr. Estévez, para el progreso de la cancerología en la Argentina. Fue miembro de diversas instituciones científicas.   
El 22 de diciembre de 1991 participó de la fundación del Colegio Santo Domingo en la Sierra, en la ciudad de Tandil , desde entonces fue miembro del Board of Trustes del mismo, siendo el 8 de agosto de 2000 asociado fundador de la Asociación Civil Santo Domingo de Guzmán, de la cual participó hasta su fallecimiento. A los 84 años, en el año 2009, intervino junto con los doctores Eduardo Cazap, Reinaldo Chacón, Alberto Luchina y Elizabeth Mickiewicz Elizabeth en la publicación “Síndrome de fatiga en pacientes con cáncer durante el tratamiento". En el período 2000-2001 fue presidenta de la Asociación Damas del Rotary Club de Buenos Aires, ADARBA.   
Falleció a los 91 años en la ciudad de Tandil, el 10 de septiembre de 2017.